# Олієбол
Олієбол (нід. Oliebol), множ. олієболлен (нід. Oliebollen), (фр. Croustillons), (нім. Ölkugeln), «олійні кульки» або «олійні цибулини» - кондитерський виріб, традиційні бельгійські та голландські пончики, приготовані у фритюрі, які подають на Новий рік на святковий стіл, а також їдять на новорічних і різдвяних ярмарках.
За традицією на Новий рік, коли годинник б'є дванадцять, голландці відкорковують шампанське і закушують його олієболами. Мешканці Нідерландів вірять, що вони приносять удачу та щастя в новому році. Ймовірно, це повір'я пов'язане з німецькою легендою про чаклунку Перхту, яка на Йоль спускається на землю в оточенні злих духів, щоб карати людей своїм мечем (за іншою версією, щоб поживитися вмістом їхніх шлунків), але він буде ковзати по тілу, якщо наїдатися жирною їжею.
Американський дослідник Пол Маллінс у своїй книзі «Глазурована Америка: історія пончика» прийшов до висновку, що олієболи (olykoek) можуть вважатися прабатьками сучасних американських пончиків (донатів). Вони потрапили в Північну Америку з першими голландськими колоністами.

## Назва

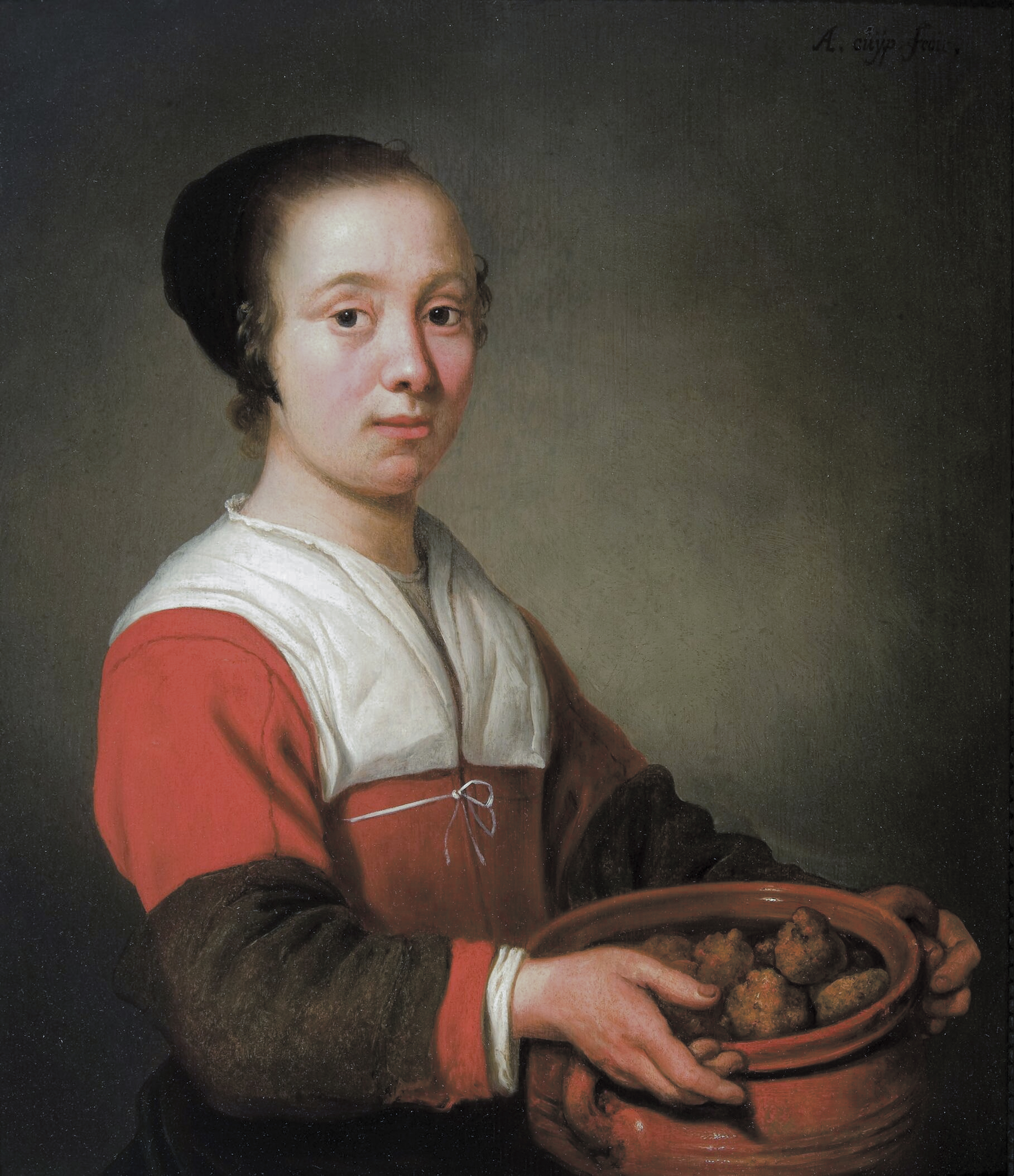
Дівчина з каструлею, наповненою олієболами (Альберт Кейп, бл. 1652)

Протягом багатьох століть використовувався термін oliekoek («олійний пиріжок»). Так, «oliekoeken» на картині Альберта Кейпа (бл. 1652) дуже схожі на сучасні олієболи. Протягом XVI століття слово oliebol ставало дедалі популярнішим. У 1868 році Великий словник голландської мови Ван Дейла записав ці пончики як «oliebol». Однак в той час це не був загальновживаний термін, про це свідчить Словник нідерландської мови (1896). Oliekoek згадується в ньому як більш поширена назва. Але з початку ХХ століття цей популярний голландський кондитерський виріб визначають уже тільки як oliebol.

## Походження
Вважається, що подібні смажені булочки вживалися німецькими племенами на території нинішніх Нідерландів ще за часів святкування язичницького свята Йоль, в період між 26 грудня і 6 січня.
За іншою версією, олієбол прибув з Португалії. Передбачається, що португальські євреї, які тікали в Нідерланди від інквізиції, привезли з собою і цей рецепт. Олія в рецепті й назві — це пам'ять про священну олію, яку заливали в менори — семисвічники в Єрусалимському храмі.
Найраніший виявлений рецепт oliekoecken був знайдений в голландській кулінарній книзі 1668 року De verstandige kock («Мудрий кухар»).

## Шляхи вирішення енергетичної
У деяких регіонах Бельгії (Фландрії) це кондитерський виріб також називають Smoutebollen або Smoutebol (нім. Schmalzkugeln), тому що традиційно їх готували на салі, тваринному жирі (у Голландії їх смажили на ріпаковій олії). Інша відмінність між голландським олієболом і фламандським смоутеболом полягає в тому, що смоутебол зазвичай не має начинки, на відміну від голландського олієбола. Начинка олієбола може складатися з родзинок, смородини, яблук, шматочків апельсина або збитих вершків.

## Приготування
Тісто зазвичай виготовляється з борошна, яєць, дріжджів, розпушувача, солі, теплого молока або сколотин. Замість дріжджів іноді використовується пиво. Тісто має піднятися за годину, щоб олієбол став досить м'яким. Олієболи можна заправляти родзинками, цукатами, смородиною або яблуками. Пончики готують, опускаючи невелику кількість рідкого тіста в каструлю з розпеченою олією, формуючи кульки за допомогою двох ложок або щипців для морозива. Готові олієболи зазвичай посипають цукровою пудрою.

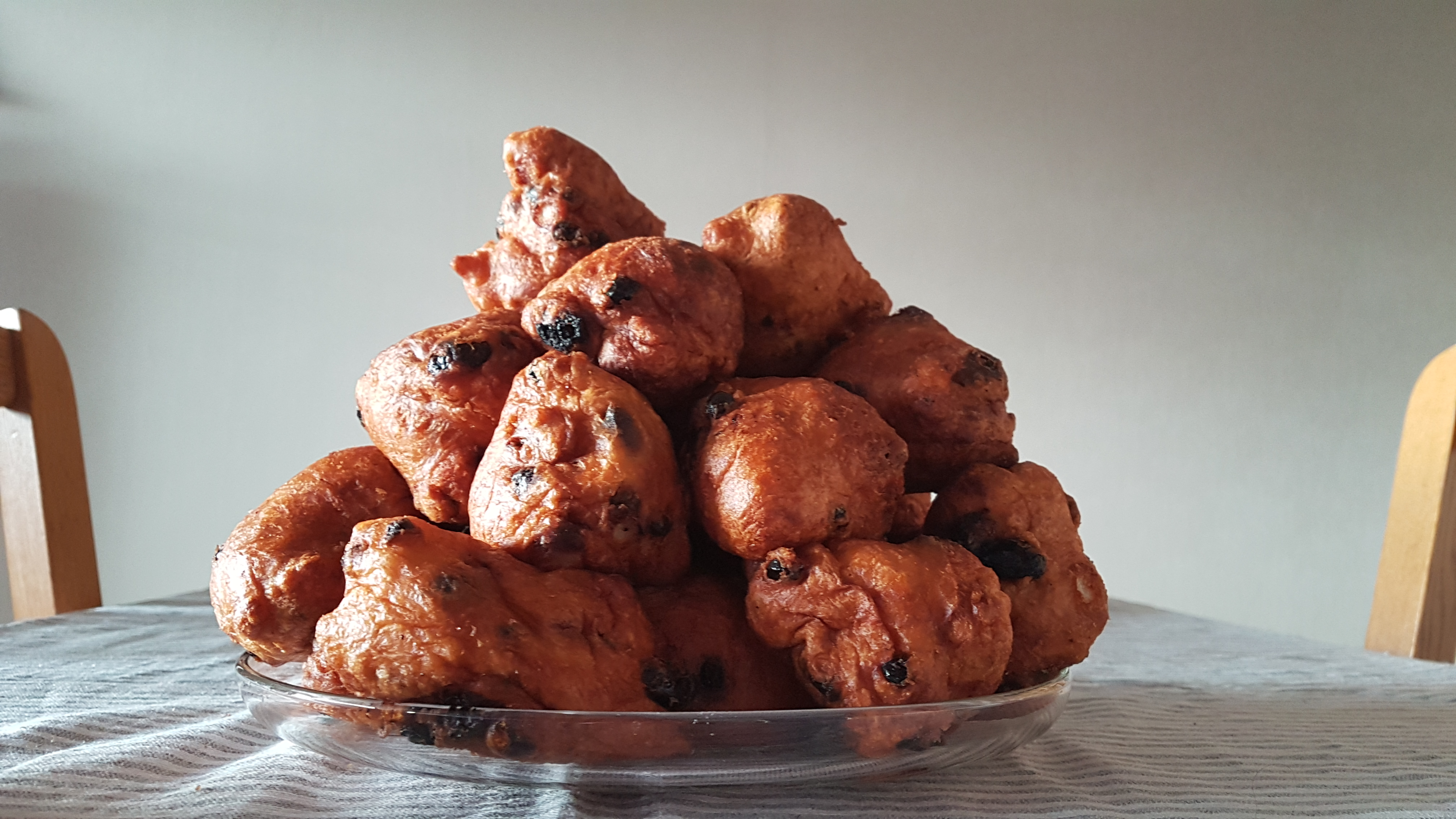
Олієболи
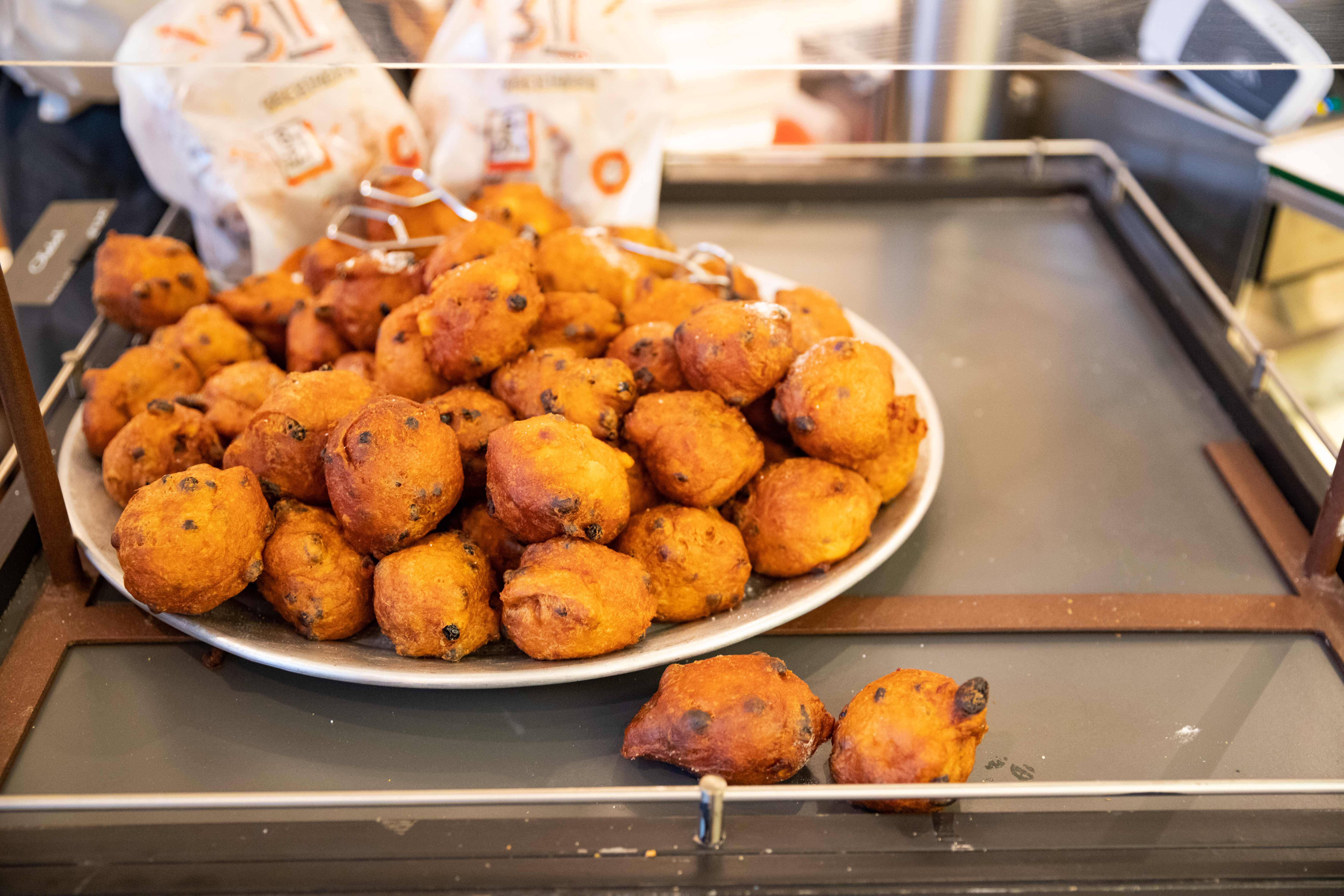
Традиційні голландські Oliebollen
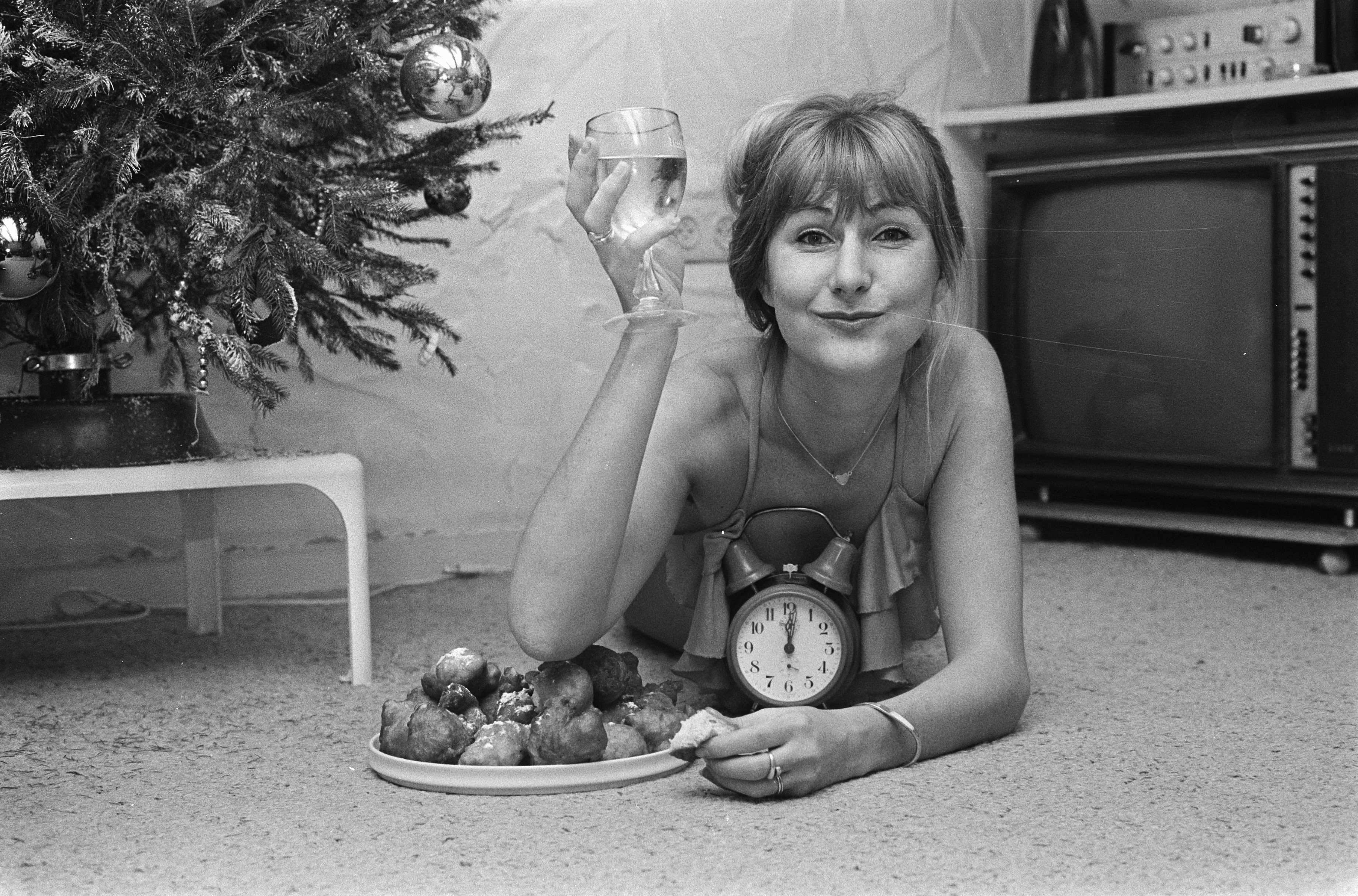
Олієболи і шампанське в новорічну ніч (1975)
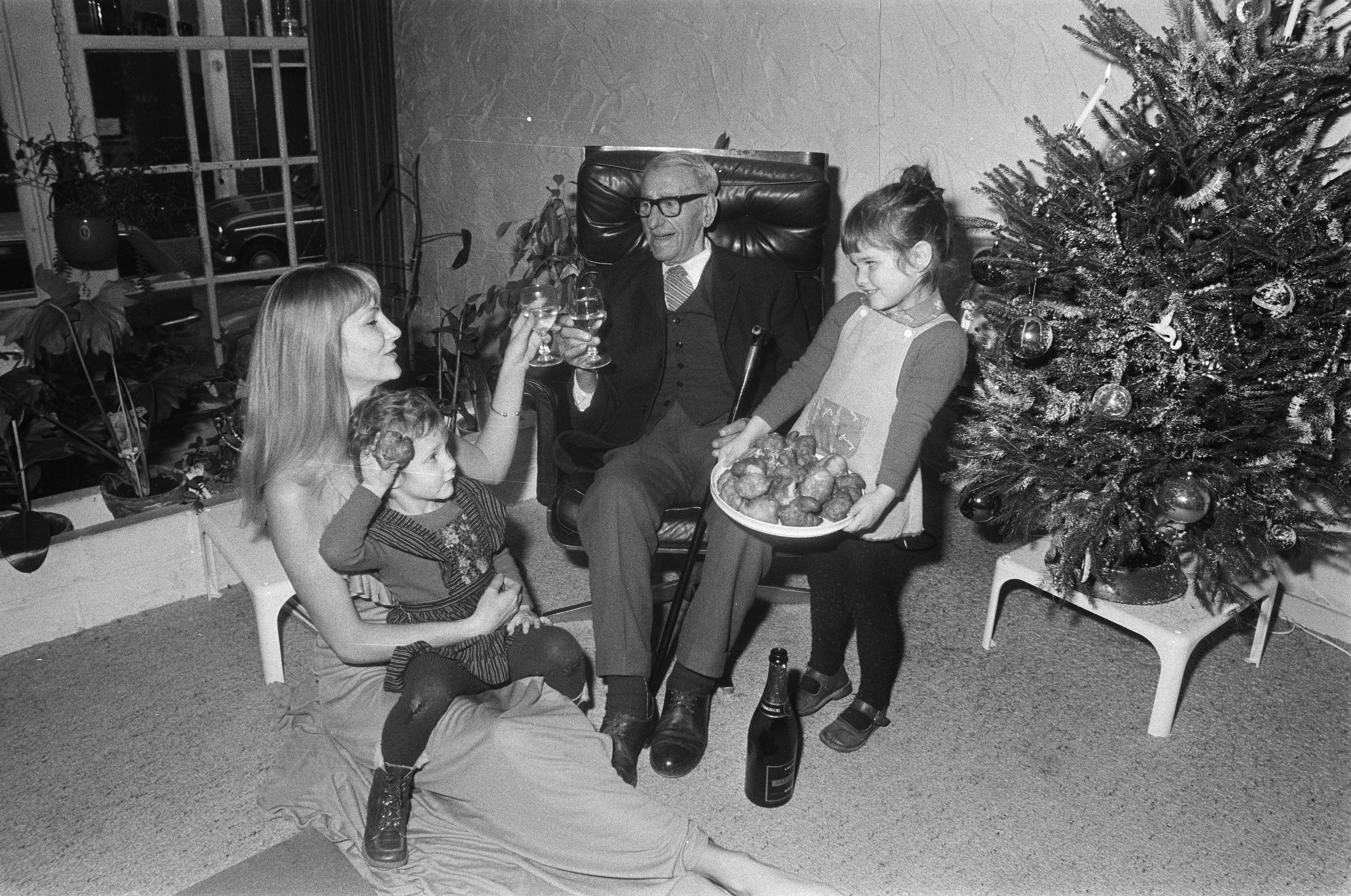
Олієболи, Новий рік (1975)
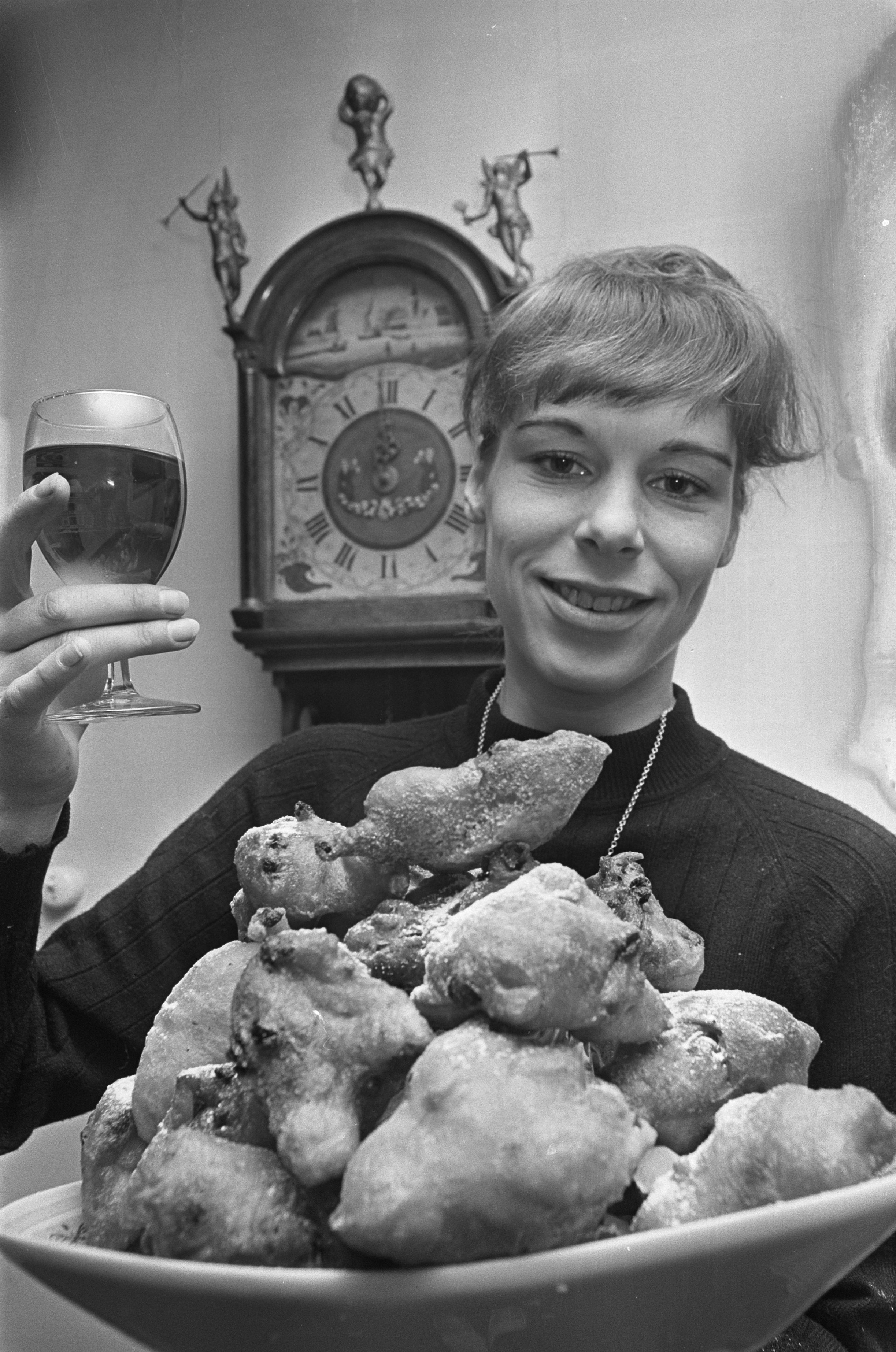
Тост за Новий рік (1966)